# Val de Lambronne
Val de Lambronne község Franciaország Okcitánia régiójában, Aude megyében. Új községként 2016. január 1-jén jött létre két korábbi község: Caudeval és Gueytes-et-Labastide egyesítésével. Lakosainak száma 171 fő (2022. január 1.).

## Népesség
| Lakosok száma | 195  | 185  | 174  | 170  | 167  | 161  | 171  |
|               | 2016 | 2017 | 2018 | 2019 | 2020 | 2021 | 2022 |